# Mistrzostwa Świata w Zapasach 1966
Mistrzostwa Świata w Zapasach 1966 odbyły się w amerykańskim mieście Toledo w stanie Ohio w dniach 16–22 czerwca 1966. Były to 9. mistrzostwa świata w zapasach w stylu wolnym oraz 20. mistrzostwa świata w zapasach w stylu klasycznym. Startowali tylko mężczyźni. Tabelę medalową wygrali zapaśnicy reprezentujący Związek Radziecki. 

## Medaliści

### Styl klasyczny
| Kat. wagowa |                 |                   |                    |
| ----------- | --------------- | ----------------- | ------------------ |
| –52 kg      | Angeł Kerezow   | Siergiej Rybałko  | Rolf Lacour        |
| –57 kg      | Fritz Stange    | Kōji Sakurama     | Ünver Beşergil     |
| –63 kg      | Roman Rurua     | Leif Freij        | Iraj Khorshidfar   |
| –70 kg      | Stevan Horvat   | Giennadij Sapunow | Eero Tapio         |
| –78 kg      | Wiktor Igumenow | Florea Ciorcilă   | Peter Nettekoven   |
| –87 kg      | Walentin Olenik | Tevfik Kış        | Franz Poetsch      |
| –97 kg      | Bojan Radew     | Walerij Anissimow | Nicolae Martinescu |
| +97 kg      | István Kozma    | Nikołaj Szumakow  | Petr Kment         |

### Styl wolny
| Kat. wagowa |                    |                 |                     |
| ----------- | ------------------ | --------------- | ------------------- |
| –52 kg      | Chang Chang-sun    | Yasuo Katsumura | Rick Sanders        |
| –57 kg      | Ali Alijew         | Hasan Sevinç    | Abutaleb Talebi     |
| –63 kg      | Masaaki Kaneko     | Bobby Douglas   | Nihat Kabanlı       |
| –70 kg      | Abdollah Mowahhed  | Iwao Horiuchi   | Seyyit Ahmet Ağralı |
| –78 kg      | Mahmut Atalay      | Guram Sagaradze | Hossein Tahami      |
| –87 kg      | Prodan Gardżew     | Hasan Güngör    | Josef Urban         |
| –97 kg      | Aleksandr Miedwied | Ahmet Ayık      | Said Mustafow       |
| +97 kg      | Aleksandr Iwanicki | Larry Kristoff  | Abolfazl Anwari     |

### Tabela medalowa
| Poz. | Państwo           |   |   |   |    |
| ---- | ----------------- | - | - | - | -- |
| 1    | ZSRR              | 6 | 5 | 0 | 11 |
| 2    | Bułgaria          | 3 | 0 | 1 | 4  |
| 3    | Turcja            | 1 | 4 | 3 | 8  |
| 4    | Japonia           | 1 | 3 | 0 | 4  |
| 5    | Iran              | 1 | 0 | 4 | 5  |
| 6    | Niemcy            | 1 | 0 | 2 | 3  |
| 7    | Węgry             | 1 | 0 | 0 | 1  |
| 7=   | Korea Południowa  | 1 | 0 | 0 | 1  |
| 7=   | Jugosławia        | 1 | 0 | 0 | 1  |
| 10   | Stany Zjednoczone | 0 | 2 | 1 | 3  |
| 11   | Rumunia           | 0 | 1 | 1 | 2  |
| 12   | Szwecja           | 0 | 1 | 0 | 1  |
| 13   | Czechosłowacja    | 0 | 0 | 2 | 2  |
| 14   | Austria           | 0 | 0 | 1 | 1  |
| 14=  | Finlandia         | 0 | 0 | 1 | 1  |